# Kravari
Kravari är en ort i Nordmakedonien. Den ligger i kommunen Bitola, i den södra delen av landet, 110 kilometer söder om huvudstaden Skopje. Kravari ligger 585 meter över havet och antalet invånare är 880.